# MSC Meraviglia
MSC Meraviglia è una nave da crociera costruita presso i Chantiers de l'Atlantique della STX France a Saint-Nazaire, Francia, per la compagnia di navigazione MSC Crociere, capoclasse di una serie di sole due navi gemelle cui fa parte anche MSC Bellissima.

## Caratteristiche e Dotazioni
La nave è dotata di 1 parco acquatico dotato di quattro acquascivoli a torsione e un ponte tibetano; un parco divertimenti con due piste da bowling; 2 passeggiate (promenade) interne lunghe 96 metri e disposte su 2 ponti con negozi (boutique), ristoranti e bar riproducenti l'ambientazione di una tipica cittadina mediterranea e progettate dagli studi di progettazione degli architetti Tillberg e De Jorio che sono coperte da uno schermo LED a volta di 80m x 6m per un totale di 480 m² riproducenti diversi contenuti tra cui cielo virtuale, soffitti architettonici, costellazioni nello spazio, natura, ecc.; un ampio teatro stile Broadway a poppa su 2 ponti, 2 ascensori panoramici laterali collegati all'atrio principale; 2 simulatori di guida da Gran Premio con la replica di altrettante vetture di Formula 1, un cinema 5D, un campo sportivo polifunzionale interno (indoor) per la pratica del gioco della pallacanestro o della pallavolo che la notte assume la funzione di una discoteca. Dispone anche di 12 ristoranti e 20 bar.
Area di prima classe con ristorante, 2 bar, reception, area piscine.

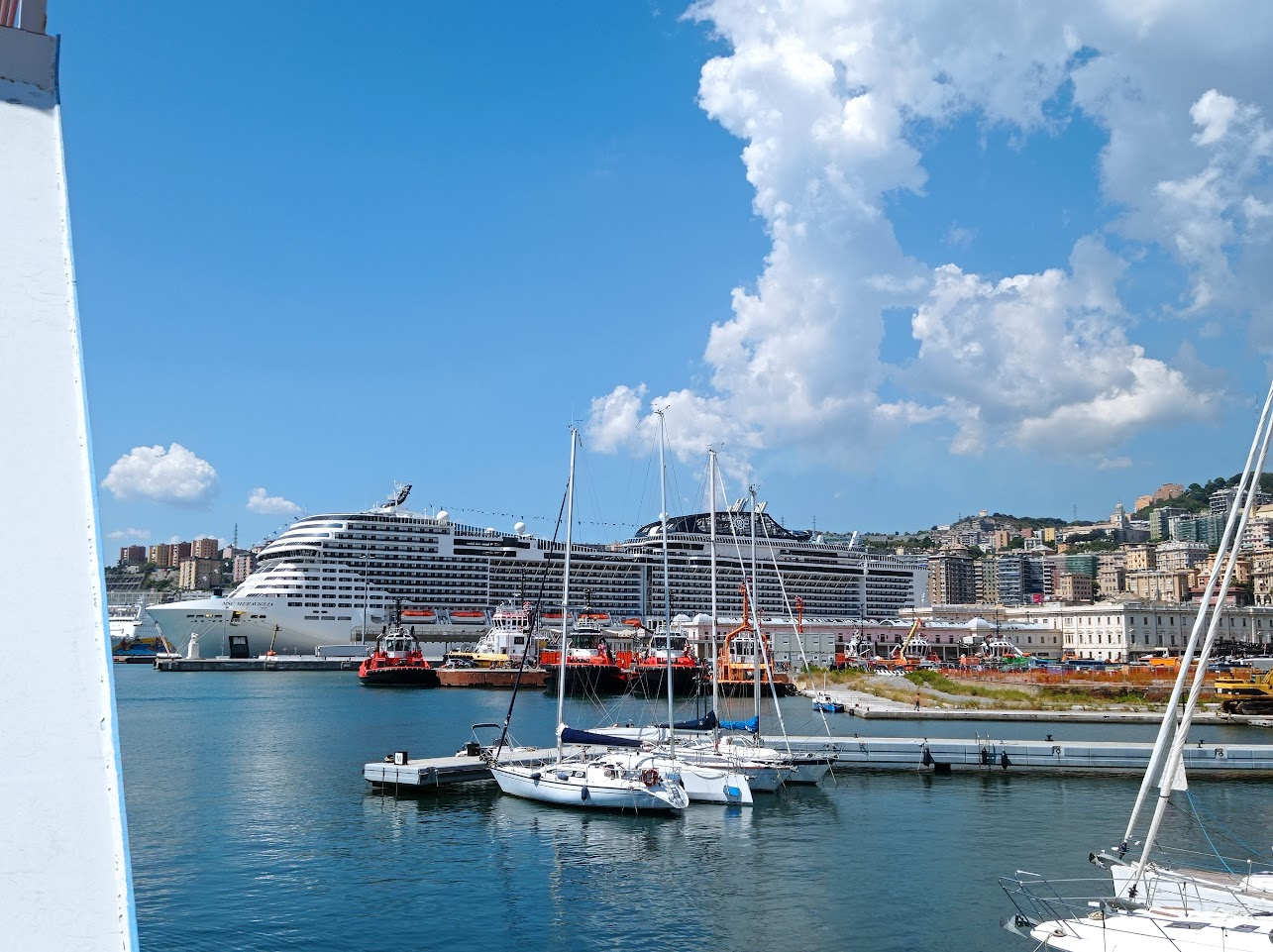
MSC Meraviglia al Porto Antico di Genova, 22-08-2022

## Altri progetti

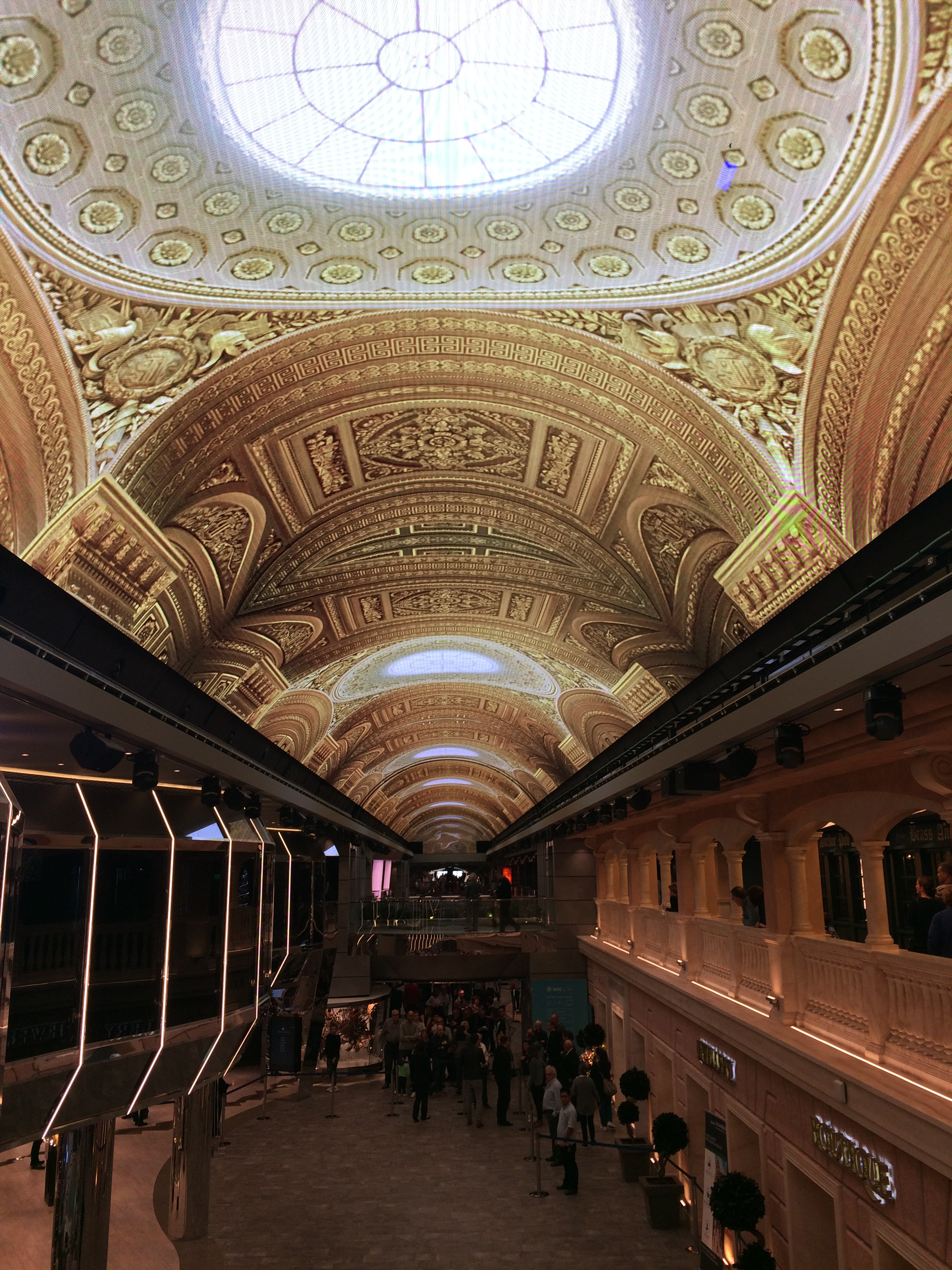
La "Galleria Meraviglia " nella promenade centrale

## Nave gemella
- MSC Bellissima